# Weslaco
Weslaco is een plaats (city) in de Amerikaanse staat Texas, en valt bestuurlijk gezien onder Hidalgo County.

## Demografie
Bij de volkstelling in 2000 werd het aantal inwoners vastgesteld op 26.935.
In 2006 is het aantal inwoners door het United States Census Bureau geschat op 32.092, een stijging van 5157 (19.1%).

## Geografie
Volgens het United States Census Bureau beslaat de plaats een oppervlakte van
33,1 km², waarvan 32,9 km² land en 0,2 km² water.

## Geboren
- David Spielberg (1939), acteur

## Plaatsen in de nabije omgeving
De onderstaande figuur toont nabijgelegen plaatsen in een straal van 8 km rond Weslaco.